# تربة سطحية

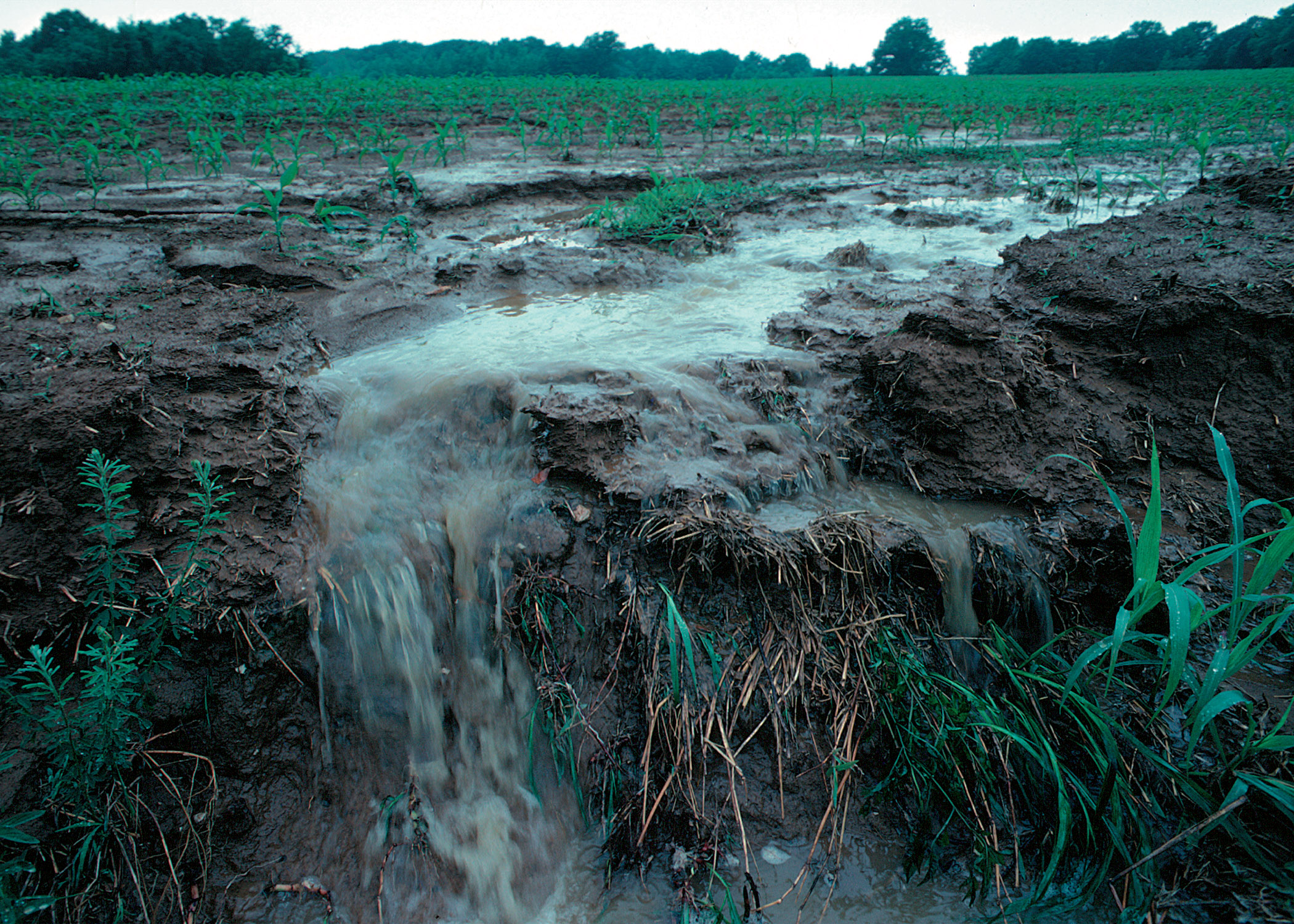

التربة السطحية (بالإنجليزية: Topsoilْ)‏، مصطلح عام يدل على الآفاق والطبقات العلوية من التربة. ولها أعلى تركيز للمادة العضوية والكائنات الحية الدقيقة وأنظمة جذور النباتات السطحية. ويبلغ مداها تقريباً 2 بوصة (5.1 سم) إلى 8 بوصة (20 سم). يحدث فيها معظم أنشطة التربة البيولوجية للأرض. وتُشّكل أربعة عناصر لتكوين التربة. هذه العناصر هي الجسيمات المعدنية، والمواد العضوية، والمياه، والهواء. ويتكون حجم التربة السطحة 50 إلى 80 في المائة من هذه الجسيمات التي تشكل الهيكل الأساسي لمعظم التربة. هذا التكوين يسمح للتربة بالحفاظ على وزنها، والتحفظ في السوائل مثل المياه.